# Pseudorthodes enervis
Pseudorthodes enervis là một loài bướm đêm trong họ Noctuidae.